# Ehinokokoza
Ehinokokoza je parazitska bolezen, ki jo povzročajo ličinke trakulj iz rodu Echinococcus. Pri ljudeh gre v glavnem za dva tipa bolezni, za cistično ehinokokozo in  za alveolarno ehinokokozo. Poleg njiju obstajata še dve manj pogosti obliki, policistična in unicistična ehinokokoza.  Bolezen se pogosto začne brez simptomov in lahko tako traja leta. Do katerih simptomov in znakov pride, je odvisno od lokacije in velikosti cist. Alveolarna oblika bolezni običajno načne najprej jetra, potem se lahko razširi na druge dele telesa, kot so pljuča in možgani. Oseba s prizadetimi jetri ima lahko bolečine v trebuhu, pride lahko do izgube teže in nato zlatenice. Če prizadene bolezen pljuča, lahko pride do bolečin v prsih, zasoplosti in kašlja.
Bolezen se širi, če se uživa hrano ali pije vodo z jajčeci zajedavca ali če pride do testnega stika z okuženo živaljo. Jajčeca se izločajo z blatom mesojedih živali, ki so okužene z zajedavcem, Pogosto okužene živali so med drugim psi, lisice in volkovi. Da se  te živali okužijo, morajo zaužiti organe živali, ki imajo ciste, kot so ovce ali glodavci. Tip bolezni, ki se pojavlja pri ljudeh, je odvisen od vrste povzročitelja okužbe. Diagnoza je po navadi z ultrazvokom, uporablja se lahko tudi računalniška tomografija (CT) ali slikanje z magnetno resonanco (MRI).  Testi krvi (ELISA,IHA) na protitelesa proti parazitom lahko pomagajo, prav tako tudi biopsija.
Prenos cistične bolezni preprečujemo z zdravljenjem psov in s cepljenjem ovac. Zdravljenje je pogosto težko. Cistična bolezen se lahko ob jemanju zdravil izloča skozi kožo. V nekaterih primerih se ta vrsta bolezni samo opazuje. Alveolarna oblika pogosto zahteva operacijo, ki ji sledi jemanje zdravil. Uporablja se zdravilo albendazol, ki ga je včasih treba jemati več let. Alveolarna bolezen lahko povzroči smrt.
Bolezen se pojavlja v večini območij na svetu in trenutno prizadeva približno en milijon ljudi. V nekaterih predelih Južne Amerike, Afrike in Azije je prizadeto do 10 % nekaterih populacij. Leta 2010 je bila bolezen vzrok za približno 1200 smrti, kar je manj od 2000 smrtnih primerov v letu 1990. Gospodarske stroške bolezni cenijo na okoli 3 milijarde ameriških dolarjev letno. Bolezen lahko prizadene tudi druge živali, kot so prašiči, krave in konji.